# Tangentă (geometrie)

Tangenta la o curbă; dreapta roșie este tangentă la curbă în punctul marcat

Plan tangent la o sferă

În geometrie o tangentă la o curbă într-un punct dat este o dreaptă care „doar atinge” curba în acel punct. Leibniz a definit-o ca dreapta definită de o pereche de puncte de pe curbă infinit de apropiate. Mai exact, se spune că o dreaptă este tangentă la curba {\displaystyle y=f(x)} în punctul {\displaystyle x=c} dacă dreapta trece prin punctul {\displaystyle (c,f(c))} de pe curbă iar panta sa este {\displaystyle f^{\prime }(c)}, unde {\displaystyle f^{\prime }} este derivata lui {\displaystyle f}. O definiție similară este valabilă pentru curbe în spațiu și curbe în spațiul euclidian n-dimensional.
Pe măsură ce trece prin punctul în care se întâlnesc dreapta tangentă și curba, denumit punctul de tangență, tangenta „merge în aceeași direcție” ca și curba și este astfel cea mai bună dreaptă de aproximare a curbei în acel punct.
Dreapta tangentă la un punct de pe o curbă poate fi considerată, de asemenea, ca graficul funcției afine care aproximează cel mai bine funcția originală în punctul dat.
Similar, planul tangent la o suprafață într-un punct dat este planul care „doar atinge” suprafața în acel punct. Conceptul de tangentă este una dintre noțiunile fundamentale din geometria diferențială și a fost larg generalizat; vezi spațiu tangent.
Cuvântul „tangentă” vine din latină tangere, „a atinge”.

## Istoric
Euclid face mai multe referiri la tangentă (în greacă ἐφαπτομένη efaptomeni) la un cerc din cartea a III-a din Elementele (c. 300 î.Hr.). În lucrarea sa, Conicele (c. 225 î.Hr.), Apoloniu din Perga definește tangenta drept o dreaptă astfel încât nici o altă dreaptă să nu poată cădea între ea și curbă.
Arhimede a găsit tangenta la o spirală arhimedică studiind mișcarea unui punct de-a lungul curbei.
În anii 1630 Fermat a dezvoltat tehnica „adecvării” pentru a calcula tangentele și alte probleme din analiză și a folosit-o pentru a calcula tangentele la parabolă. Tehnica adecvării este similară cu luarea diferenței dintre {\displaystyle f(x+h)} și {\displaystyle f(x)} și împărțirea la o putere a lui {\displaystyle h}. Independent, Descartes și-a folosit „metoda normalelor”, bazată pe observația că raza unui cerc este întotdeauna normală pe cercul în sine.
Aceste metode au dus în secolul al XVII-lea la dezvoltarea calculului diferențial. Mulți oameni au contribuit, de exemplu Gilles de Roberval a descoperit o metodă generală de trasare a tangentelor, luând în considerare o curbă așa cum este descrisă de un punct în mișcare a cărui mișcare este rezultanta mai multor mișcări mai simple.
René-François de Sluse și Johannes Hudde au găsit algoritmi algebrici pentru aflarea tangentelor. În continuare John Wallis și Isaac Barrow au făcut progrese care au condus la teoriile lui Newton și Leibniz.
O definiție a tangentei din 1828 era „o dreaptă care atinge o curbă, dar nu o taie”. Această definiție veche exclude existența tangentei într-un punct de inflexiune. A fost respinsă, iar definițiile moderne sunt echivalente cu cea a lui Leibniz, care a definit dreapta tangentă ca dreapta printr-o pereche de puncte infinit de aproape pe curbă.

## Tangenta la o curbă

O tangentă, o coardă și o secantă ale unui cerc

Noțiunea intuitivă că o tangentă „atinge” o curbă poate fi făcută mai explicită luând în considerare succesiunea dreptelor (secante) care trec prin două puncte, A și B, care se află pe curbă. Tangenta în A este limita când punctul B aproximează sau tinde spre A. Existența și unicitatea tangentei depinde de un anumit tip de netezime matematică, cunoscută sub numele de „diferențiabilitate”. De exemplu, dacă două arce de cerc se întâlnesc într-un punct ascuțit (un vârf), atunci nu există o tangentă definită în mod unic la vârf, deoarece limita progresiei dreptelor secante depinde de direcția în care se apropie vârf („punctul B”).
În majoritatea punctelor tangenta atinge curba fără a o traversa (deși poate, atunci când este prelungită, să traverseze curba în alte locuri, departe de punctul de tangență). Un punct în care o tangentă (în acel punct) traversează curba se numește punct de inflexiune. Cercurile, parabolele, hiperbolele și elipsele nu au niciun punct de inflexiune, dar curbele mai complicate pot avea, la fel ca graficul unei funcții algebrice de gradul al treilea, care are exact un punct de inflexiune, sau o sinusoidă, care are câte două puncte de inflexiune la fiecare perioadă.
Se poate întâmpla ca curba să se afle în întregime pe o parte a unei drepte care trece printr-un punct de pe ea și totuși această dreaptă nu este o tangentă. Acesta este cazul, de exemplu, pentru o dreaptă care trece prin vârful unui triunghi și nu-l intersectează în alt punct, vârf unde tangenta nu există din motivele explicate mai sus.

## Abordarea analitică

În fiecare punct dreapta în mișcare este întotdeauna tangentă la curbă. Panta sa este derivata; derivatele pozitive sunt colorate în verde, cele negative în roșu, iar cele zero în negru. Punctul în care tangenta intersectează curba nu este un maxim sau minim, ci este un punct de inflexiune.

Ideea geometrică a tangentei ca limită a secantelor servește drept model pentru metodele analitice care sunt folosite pentru a calcula explicit tangentele. Problema obținerii tangentei la un grafic a fost una dintre chestiunile esențiale care au condus în secolul al XVII-lea la dezvoltarea calculului diferențial. În cea de-a doua sa carte, La Geometrie, Descartes a zis cu privire la problema construirii tangentei la o curbă: „Și îndrăznesc să spun că aceasta nu este doar cea mai utilă și mai generală problemă în geometrie pe care o cunosc, ci chiar pe care am dorit vreodată să o cunosc”.

#### Descriere intuitivă
Să presupunem că o curbă este graficul unei funcții {\displaystyle y=f(x)}. Pentru a afla tangenta în punctul {\displaystyle p=(a,\,f(a)} se ia în considerare un alt punct din apropiere, {\displaystyle q=a+h,\,f(a+h'))} pe curbă. Panta dreptei secante care trece prin p și q este raportul diferențelor:
{\displaystyle {\frac {f(a+h)-f(a)}{h}}.}
Pe măsură ce punctul q se apropie de p, ceea ce corespunde faptului că h devine din ce în ce mai mic, raportul diferențelor ar trebui să se apropie de o anumită valoare limită k, care este panta tangentei în punctul p. Dacă se cunoaște k, ecuația tangentei poate fi obținută din punct și pantă:
{\displaystyle y-f(a)=k(x-a).}

#### Descriere mai riguroasă
Pentru ca raționamentul precedent să fie riguros trebuie explicat ce se înțelege prin raportul diferențelor, care se apropie de o anumită valoare limită k. Formularea matematică precisă a fost dată de Cauchy în secolul al XIX-lea și se bazează pe noțiunea de limită. Se presupune că graficul nu are o discontinuitate sau un vârf ascuțit în p și că nu este nici prea vertical, nici nu variază foarte rapid în apropierea lui p. Atunci există o valoare unică a k astfel încât pe măsură ce h se apropie de 0, diferența se apropie din ce în ce mai mult de k, iar variația sa devine neglijabilă în comparație cu dimensiunea h, h fiind suficient de mic. Acest lucru duce la definirea pantei tangentei la graficul funcției f ca limită a raporturilor diferențelor. Această limită este derivata funcției f în {\displaystyle x=a}, notată {\displaystyle f^{\prime }(a)}. Folosind derivate, ecuația tangentei poate fi scrisă după cum urmează:
{\displaystyle y=f(a)+f^{\prime }(a)(x-a).}
Calculul diferențial oferă reguli pentru calcularea derivatelor funcțiilor care sunt date de formule, cum ar fi funcțiile polinomiale, funcțiile trigonometrice, funcția exponențială, logaritmul și diversele combinații ale acestora. Astfel, ecuațiile tangențelor la graficele tuturor acestor funcții, precum și multe altele, pot fi găsite prin metodele calculului diferențial.